# SMS Pommern
SMS Pommern byla jedna z pěti bitevních lodí (predreadnought) třídy Deutschland postavených pro německé císařské námořnictvo v letech 1904 až 1906. Pojmenována byla podle pruské provincie Pomořansko. V době, kdy vstoupila do služby, byly lodě její třídy již zastaralé, protože byly co do velikosti, výzbroje, palebné síly a rychlosti horší než nová revoluční bitevní loď HMS Dreadnought.

## Stavba

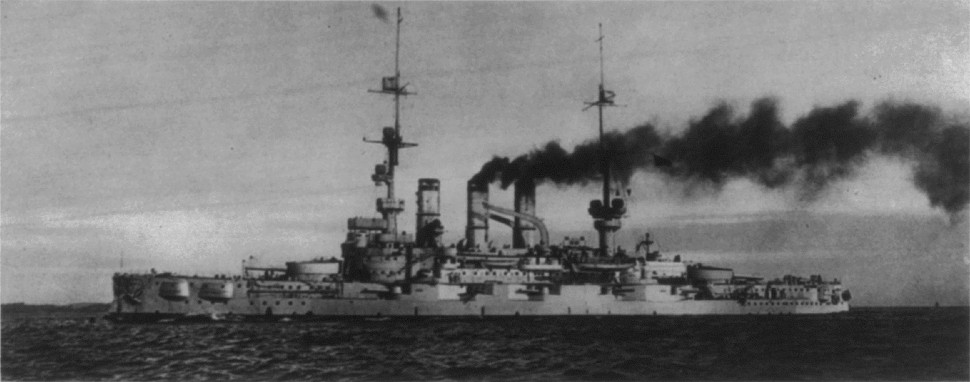
Pommern v roce 1916

Kýl lodi byl položen 22. března 1904 v loděnici AG Vulcan Stettin ve Štětíně a na vodu byla spuštěna 2. prosince 1905. Do služby námořnictva byla zařazena 6. srpna 1907.

## Konstrukce
Hlavní výzbroj tvořila čtyři děla ráže 280 mm (11 palců) a dosahovala rychlosti 18 uzlů (33 km/h; 21 mph).

## Služba

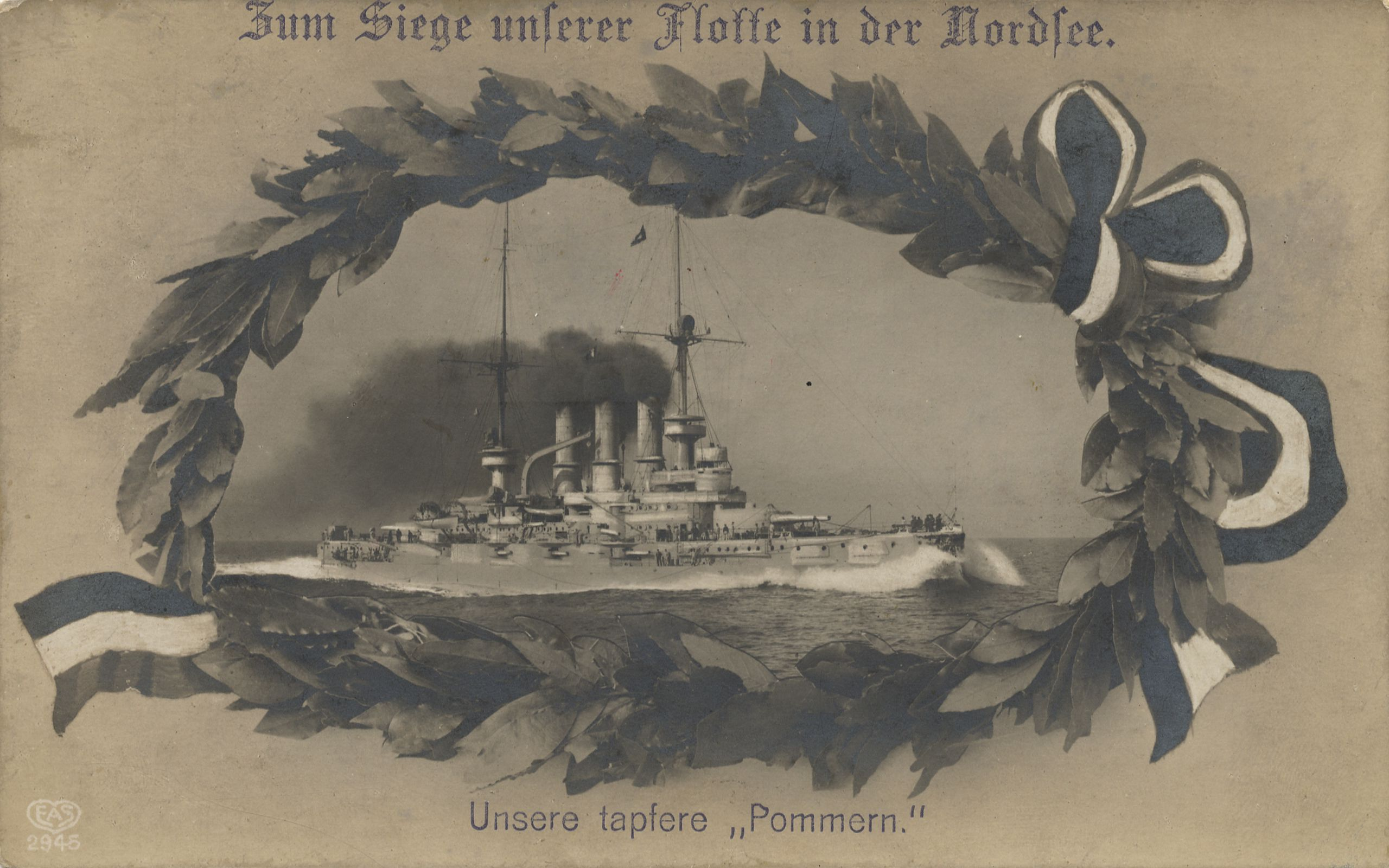
Pommern na dobové pohlednici

Po uvedení do služby byla Pommern přidělena do II. bitevní eskadry Širokomořského loďstva, kde sloužila po celou dobu své kariéry v míru a prvních dvou let první světové války. Před válkou byla flota zaměstnána primárně plavbami a rozsáhlými cvičeními strategických konceptů pro použití v budoucím konfliktu. Na začátku války měl Pommern a zbytek II. bitevní eskadry za úkol podporovat obranu německého zálivu a lodě byly rozmístěny u ústí Labe. Účastnily se také několika neúspěšných výpadů do Severního moře ve snaze vylákat a zničit část britské Grand Fleet.
Tyto útočné operace vyvrcholily bitvou u Jutska ve dnech 31. května - 1. června 1916. Pommern a její sesterské lodě se první den krátce střetly s britskými bitevními křižníky pod velením Davida Beattyho a Pommern dostala jeden zásah střelou ráže 12 palců (305 mm) z bitevního křižníku HMS Indomitable. Během zmatených nočních akcí v časných ranních hodinách byla 1. června zasažena jedním, možná dvěma torpédy z britského torpédoborce HMS Onslaught, čímž byl odpálen jeden z muničních skladů pro děla ráže 170 mm (6,7 palce). Výsledná exploze roztrhla loď na půl a zabila celou posádku. Pommern se tak stala jedinou bitevní lodí obou stran potopenou během bitvy.